# Evarcha elegans
Evarcha elegans – gatunek pająka z rodziny skakunowatych.
Gatunek ten opisany został w 2000 roku przez Wandę Wesołowską i Anthony’ego Russella-Smitha na podstawie okazów odłowionych w Mkomazi Game Reserve.
Pająk o dość wysokim karapaksie długości 2,4 mm u samca i 2,2 mm u samicy, ubarwionym brązowo u samca i pomarańczowo u samicy; u obu płci z czarną okolicą oczu. U samca z tyłu karapaksu występują białe, a na samej krawędzi ciemnobrązowe włoski. Samiec barwę narządów gębowych ma ciemnobrązową, a sternum pomarańczową. Na jego szczękoczułkach znajdują się duże jamki. Opistosoma samca ma długość 2,6 mm i kolor żółtawoszara pośrodku wierzchu, płowy po bokach, a pod spodem jasny z trzema ciemnymi liniami podłużnymi. Opistosoma samca ma długość 3,2 mm i żółtawobiałą barwę ze szczątkowym, brązowym wzorem po bokach. Odnóża u samca ciemnobrązowe z wierzchu i żółtawobiałe na spodzie, u samicy zaś całe żółtawopomarańczowe. Nogogłaszczki samca brązowe z rozjaśnionym szczytem cymbium i cienkim, pozbawionym błony embolusem. Narządy rozrodcze samicy o dwuczęściowych spermatekach, skręconych, bardzo szerokich przewodach nasiennych i dwóch kieszonki na epigyne, położonych koło bruzdy epigastralnej.
Pająk afrotropikalny, znany z Etiopii, Tanzanii i Południowej Afryki.